# Anavryto
Anavryto, auch Anavrito (griechisch Αναβρυτό (n. sg.)), ist eine Ortsgemeinschaft im Gemeindebezirk Falesia der Gemeinde Megalopoli in der griechischen Region Peloponnes. Sie besteht aus den Dörfern Anavryto und Kato Anavryto und hat 83 Einwohner (2011).

## Bevölkerungsentwicklung
| Jahr | Einwohner | Einwohner von Anavryto | Einwohner von Kato Anavryto |
| ---- | --------- | ---------------------- | --------------------------- |
| 1920 | 469       | -                      | -                           |
| 1981 | 86        | -                      | -                           |
| 1991 | 116       | 83                     | 33                          |
| 2001 | 96        | 60                     | 36                          |
| 2011 | 83        | 52                     | 31                          |